# Коппола (кепка)

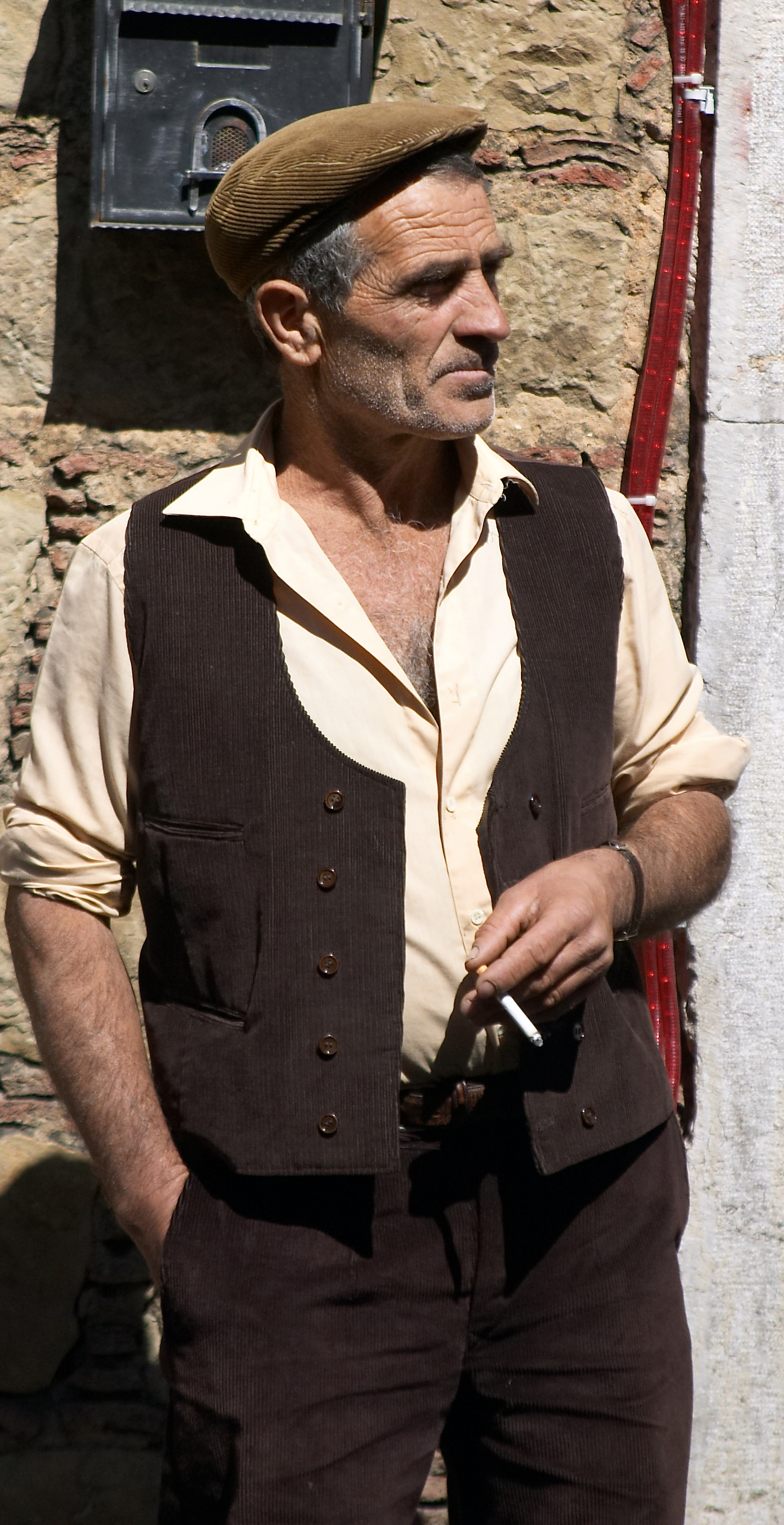
Сицилиец в копполе

Коппола (сиц. Coppola) — традиционная мужская сицилийская кепка, обычно изготовленная из твида. Мода на копполу пришла на Сицилию в начале XX века из Англии, где нечто подобное носили дворяне в XVII веке. Первоначально её носили лишь сицилийские водители, что сделало её затем очень популярной в рабочем классе. Со временем мода на неё распространилась по всей Италии, где она до сих пор популярна.
Слово коппола, вероятно, происходит от английского «cap» (рус. кепка). В более широком смысле копполой на Сицилии называют голову. 
После 1874 года через итальянского мастера в Тбилиси получила распространенние, как «кокуца-куди», в Грузии и, впоследствии, в советской моде 1970-х годов как кепка-аэродром (популяризирована в фильме «Мимино»).